# Xai-Xai (district)
Het Xai-Xai District is een district in de Provincie Gaza in het zuidwesten van Mozambique. De hoofdstad is Xai-Xai.